# Benbecula
Benbecula (gaelsky Beinn nam Fadhla nebo Beinn na Faoghla, česky „místo nad brody“) je ostrov ve skotských Vnějších Hebridách. Podle sčítání lidu v roce 2011 zde žije 1283 stálých obyvatel, významná část z nich je katolického vyznání. Více než polovina obyvatel hovoří gaelsky, i když jejich podíl poklesl ze 75 % v roce 1921 na 56 % v roce 2001.

## Geografie

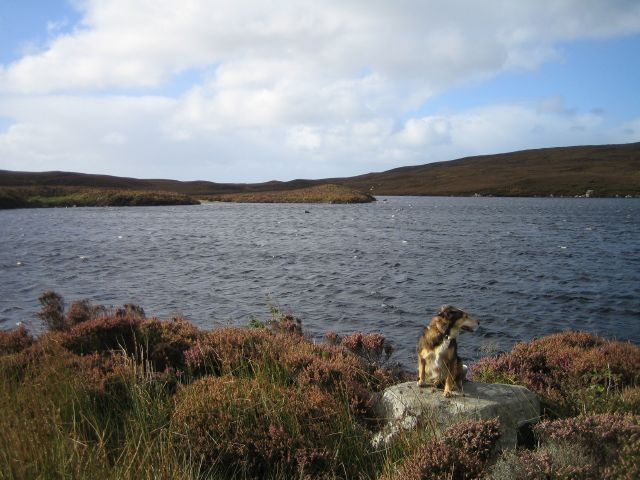
Loch Ba Una

Rozloha ostrova je 82 km², rozměry jsou 12 km z východu na západ a stejně ze severu na jih. Leží mezi ostrovy Severní Uist a Jižní Uist. Ostrov je nízko položený, většina leží méně než 20 metrů nad mořem. Nejvyšším bodem ostrova je 124 m vysoký Ruabhal.
Kultivovaná půda leží na západním pobřeží, východní polovina je pokryta jezery a rašeliništi.
Největší osadou je Balivanich, který je administrativním centrem i pro sousední ostrovy. Nedaleko leží ostrovní letiště.

## Památky a historie
Na ostrově je řada menhirů včetně zbytků neolitického kamenného kruhu v Rubha Bhidein. Dva komorové hroby se nacházejí mezi Loch Ba Una a Loch nan Clachan. Je zde naleziště z doby kultury zvoncových pohárů a zbytky staveb z doby železné. Kamenná stéla se symboly z Dun Buidhne je jediným dokladem piktského osídlení Vnějších Hebrid.
Mezi 9. a 13. stoletím byl ostrov součástí Ostrovního království, vytvořeného norskými Vikingy v oblasti Hebrid. Roku 1266 se stal součástí Skotského království. Ve středověku náležel Pánům z Ostrovů (Lords of the Isles) z klanu MacDonald. Z tohoto období pochází zřícenina hradu Borve Castle.
V roce 1746 byla k ostrovu zahnána loď, na níž prchal Karel Eduard Stuart, poražený v bitvě u Cullodenu. Obyvatelstvo ostrova s jakobitskou rebelií sympatizovalo. Protože byla na princovu hlavu vypsána odměna, převezla jej tajně Flora MacDonald na ostrov Skye.
V 19. století bylo obyvatelstvo ostrova vyháněno, aby byla získána půda pro chov ovcí.
V roce 1958 byla na ostrově zřízena vojenská základna v souvislosti s raketovou střelnicí na Jižním Uistu.

## Dostupnost
Silniční mosty spojují Benbeculu s oběma sousedními velkými ostrovy, Severním Uistem a Jižním Uistem. Byly zřízeny na místě brodů, od nichž se odvozuje jméno ostrova.
Pravidelná lodní linka k ostrovu nezajíždí. Na ostrově je malé letiště.